# 阿拉斯代爾·斯托羅克什
阿拉斯代爾·斯托羅克什（英語：Alasdair Strokosch；1983年2月21日—）是一位蘇格蘭橄欖球運動員。他是蘇格蘭國家橄欖球隊的一員，代表蘇格蘭參加了2015年橄欖球六國賽。